# زیبنشتاین
زیبنشتاین (به آلمانی: Seebenstein) یک منطقهٔ مسکونی در اتریش است که در ناحیه نوین‌کیرشن واقع شده‌است. زیبنشتاین ۱٬۳۸۸ نفر جمعیت دارد.